# 木﨑文智
木﨑 文智（きざき ふみのり、1969年3月10日 - ）は、日本のアニメーション監督、アニメーター。福岡県出身。

## 経歴
東京アニメーター学院卒業。スタジオジャイアンツに参加し、その後アニメーター仲間とともにスタジオへらくれすを設立。作画監督として活躍していたが、監督作品『バジリスク 〜甲賀忍法帖〜』は国内外で一躍大きな評価を得た。

## 主な作品

### テレビアニメ
1992年
- 花の魔法使いマリーベル（1992年 - 1993年、原画）

1994年
- 幽☆遊☆白書（作画監督・原画）
- 覇王大系リューナイト（原画）

1995年
- 魔法騎士レイアース（作画監督・原画）
- 鬼神童子ZENKI（作画監督
- 新世紀エヴァンゲリオン（原画）
- 神秘の世界エルハザード（OP原画）

1996年
- B'T-X（絵コンテ・原画）
- 魔法少女プリティサミー（OP原画）

1997年
- ルパン三世 ワルサーP38（キャラクターデザイン・作画監督）
- MAZE☆爆熱時空（絵コンテ・演出・メカ作画監督）
- VIRUS -VIRUS BUSTER SERGE-（作画監督）
- 吸血姫美夕（1997年 - 1998年、原画）

1998年
- ヴァイスクロイツ（OP1原画）
- アキハバラ電脳組（原画）
- TRIGUN（絵コンテ）
- SHADOW SKILL -影技-（キャラクターデザイン・作画監督）
- ジェネレイターガウル（原画）

1999年
- セイバーマリオネットJ to X（原画）
- デュアル!ぱられルンルン物語（OP原画）
- D4プリンセス（原画）
- BLUE GENDER（1999年 - 2000年、キャラクターデザイン・総作画監督）
- 地球防衛企業ダイ・ガード（原画）

2000年
- メダロット（原画）
- BRIGADOON まりんとメラン（原画）
- ヴァンドレッド（原画）

2001年
- シャーマンキング（OP1原画）
- PROJECT ARMS（原画）
- ヴァンドレッド the second stage（原画）

2002年
- 超重神グラヴィオン（ゲストキャラクターデザイン・作画監督・メカ作画監督・原画）

2003年
- THE ビッグオー second season（原画）
- 攻殻機動隊 STAND ALONE COMPLEX（作画監督・原画）
- 金色のガッシュベル!!（OP1原画）
- 銀河鉄道物語（2003年 - 2004年、キャラクターデザイン・作画監督）

2004年
- 超重神グラヴィオンZwei（OPコンテ・演出）

2005年
- バジリスク 〜甲賀忍法帖〜（監督）
- ガイキング LEGEND OF DAIKU-MARYU（原画）

2007年
- アフロサムライ（監督）

2011年
- X-MEN（監督）
- マケン姫っ!（OP絵コンテ・演出）

2020年
- 呪術廻戦（絵コンテ）

2024年
- 異世界スーサイド・スクワッド（絵コンテ）

### 劇場アニメ
- 幽☆遊☆白書 冥界死闘篇 炎の絆（1994年、作画監督）
- デジモンアドベンチャー02（2000年、原画）
- アフロサムライ：レザレクション（2009年、監督）
- BAYONETTA Bloody Fate（2013年、監督・絵コンテ・演出）
- HUMAN LOST 人間失格（2019年、監督）
- 劇場版 呪術廻戦 0（2021年、絵コンテ）

### OVA
- 超時空世紀オーガス02（1994年、原画）
- I・R・I・A ZEIRAM THE ANIMATION（1994年、キャラクターデザイン）
- 卒業 〜Graduation〜（1995年、原画）
- マクロスプラス（1995年、原画）
- SMガールズ セイバーマリオネットR（1995年、原画
- 覇王大系リューナイト アデュー・レジェンド（1995年、原画）
- 新海底軍艦（1995年、原画）
- ファイアーエムブレム 紋章の謎（1996年、原画）
- Ninja者（1996年、作画監督・原画）
- アイドルプロジェクト（1997年、原画）
- レイアース（1997年、原画）
- 鬼神童子ZENKI外伝 黯鬼奇譚（1997年、キャラクターデザイン・作画監督）
- 真ゲッターロボ 世界最後の日（1998年、原画）
- 太陽の船 ソルビアンカ（1999年、原画）
- 菜々子解体診書（1999年、原画）
- 高校鉄拳伝タフ（2002年、キャラクターデザイン・総作画監督・作画監督）
- ナースウィッチ小麦ちゃんマジカルて（2003年、作画監督（お手伝い）・原画）
- 鴉 -KARAS-（2005年、原画）
- スーパーストリートファイターIV（2010年、監督） ※Xbox 360版限定特典アニメ

### ゲーム
- ワイルドアームズ アドヴァンスドサード（2002年、OP作画監督・原画）